# Tricoma multiannulata
Tricoma multiannulata is een rondwormensoort uit de familie van de Desmoscolecidae. De wetenschappelijke naam van de soort is voor het eerst geldig gepubliceerd in 1973 door Kreis.